# ژلیکو ایوانک
ژلیکو ایوانک (به انگلیسی: Željko Ivanek) (زاده ۱۵ اوت ۱۹۵۷) بازیگر اسلوونیایی-آمریکایی است. از فیلم‌های معروف او می‌توان به بازی در در بروژ، حقه، روابط مدرسه، بارش برف روی سروها، جولیان پو و تکس اشاره کرد.